# Blakea subvaginata
Blakea subvaginata är en tvåhjärtbladig växtart som beskrevs av John Julius Wurdack. Blakea subvaginata ingår i släktet Blakea och familjen Melastomataceae. Inga underarter finns listade i Catalogue of Life.